# Günther Willmann
Günther Willmann (* 2. April 1928 in Stuttgart; † 21. Juni 2017) war ein deutscher Hörfunkmoderator, Hörfunkjournalist, Kommunalpolitiker (FDP), Theaterschauspieler, Autor und Stadionsprecher.
Im Herbst 1945 erhielt Willmann am Stuttgarter Neuen Theater einen Schauspielschülervertrag. Ab 1946 gehörte er dem Hörspiel-Ensemble von Radio Stuttgart an. Für den Radiosender wurde er zugleich auch als Ansager und Sprecher tätig. Seine erste größere Rolle als Schauspieler übernahm Willmann 1951 im Staatstheater Stuttgart in der Operette Die Fledermaus als Prinz Orlofsky. 1952 wurde Willmann Stadionsprecher beim damals amtierenden Deutschen Fußballmeister VfB Stuttgart.
Ab 1957 wurde Willmann für den Süddeutschen Rundfunk als Reporter und Moderator tätig. Er sammelte während des Kalten Krieges für den SDR in der Sendung Tagebuch von der Zonengrenze Eindrücke von Grenzgebieten zum damaligen Ostblock. In der Sendung Politischer Wochenbericht aus Baden-Württemberg berichtete Willmann aus dem Landtag und befragte Mitglieder der Landesregierung und der Opposition. Außerdem moderierte er die Sendungen Funkfahrt ins Blaue, Klang und Sang aus Stadt und Land, Unter Tieren und Tierfreunden und Land und Leute.
1974 trat Günther Willmann der FDP bei, die er von 1989 bis 2009 im Gemeinderat der Stadt Stuttgart vertrat. Seine Aufgabe als Stadionsprecher des VfB Stuttgart übergab Willmann 1992 nach 40 Jahren an Werner Find. 2003 wurde Günther Willmann durch den damaligen Bundespräsidenten Johannes Rau das Bundesverdienstkreuz am Bande verliehen.

## Hörspiele
- 1948: Eberhard Kuhlmann: Ruf durch den Äther (Polizist) – Regie: Paul Land (Hörspiel – SDR)
- 1948: Wolfdietrich Schnurre: Man sollte dagegen sein! (Volksmeute) – Regie: Oskar Nitschke (Hörspiel – SDR)

## Schriften
- Eine Frage nach der andern. Begegnungen am Mikrophon. DRW-Verlag, Leinfelden-Echterdingen 1999. ISBN 3-87181-419-9
- Wir vom Jahrgang 1928. Wartberg Verlag, Gudensberg 2006. ISBN 3-8313-1628-7
- Baden-Württemberg. Sigloch-Edition, Künzelsau 1998. ISBN 3-89393-164-3
- Gotthilf Fischer. Singen ist die Antwort. DRW-Verlag, Leinfelden-Echterdingen 1995. ISBN 3-87181-279-X